# Château de Montvillargenne
Le château de Montvillargenne est situé à Gouvieux à proximité de Chantilly, dans l'Oise, en région Hauts-de-France.

## Histoire
En 1911, Jeanne de Rothschild (Paris, 1874 - Paris, 1929), fille de James Édouard de Rothschild (1844) - 1881) et de Thérèse Laure Rothschild (1847 - 1931), sœur d'Henri de Rothschild et épouse du Baron Leonino (1867 - Milan, 1911), banquier italien, à la direction de la Compagnie des mines de La Lucette, fait construire un château dans une commune où la branche dite de Londres de la famille Rothschild possède déjà le château des Fontaines. 
À la mort de Jeanne, le château est laissé à l'abandon pendant dix ans.
Il est occupé par les Allemands lors de la Seconde Guerre mondiale. Après la guerre, un noviciat géré par les Sœurs du Sacré-Cœur de Jésus s'installe dans le bâtiment. Il est remplacé par une école des métiers d'arts en 1969.
En 1985, le château est transformé en hôtel de luxe qui obtient sa quatrième étoile en 2003.
L'hôtel organise régulièrement des évènements festifs tardifs bruyants alors même qu'il est situé à quelques dizaines de mètres des habitations, faisant totalement l'impasse sur le respect de son voisinage.

## Description

### Le château
Il est fait appel à Léon-Maurice Chatenay, architecte de la famille qui avait réalisé en 1902-1905 la fondation ophtalmologique Adolphe de Rothschild dans le 19e arrondissement de Paris. La construction dure trois ans. Le bâtiment, élevé sur le rebord du plateau, est de style éclectique, avec notamment des colombages néo-normands.
L'établissement actuel comprend 120 chambres, un restaurant, une piscine couverte chauffée, un hammam et un sauna.

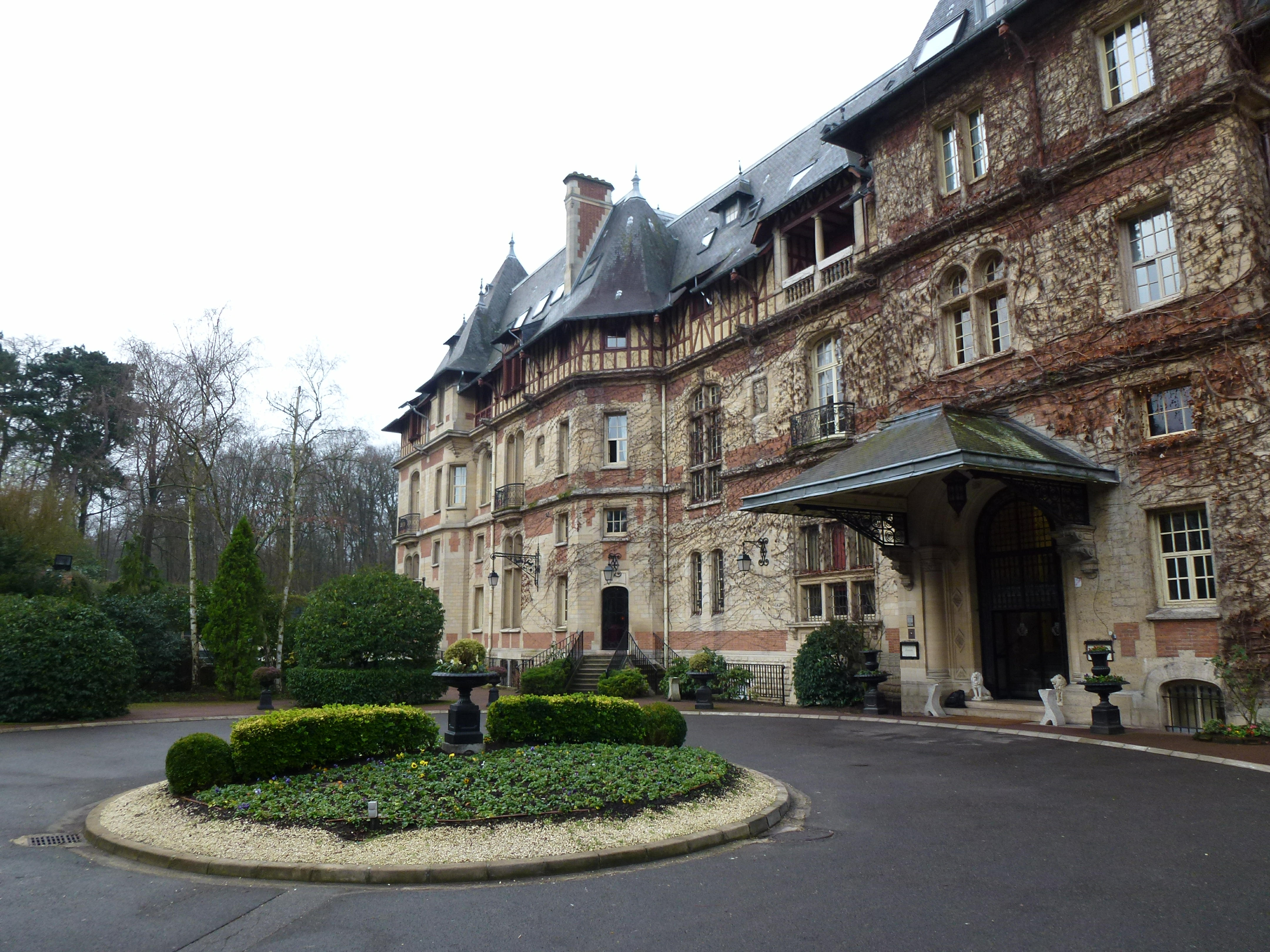
Façade côté cour
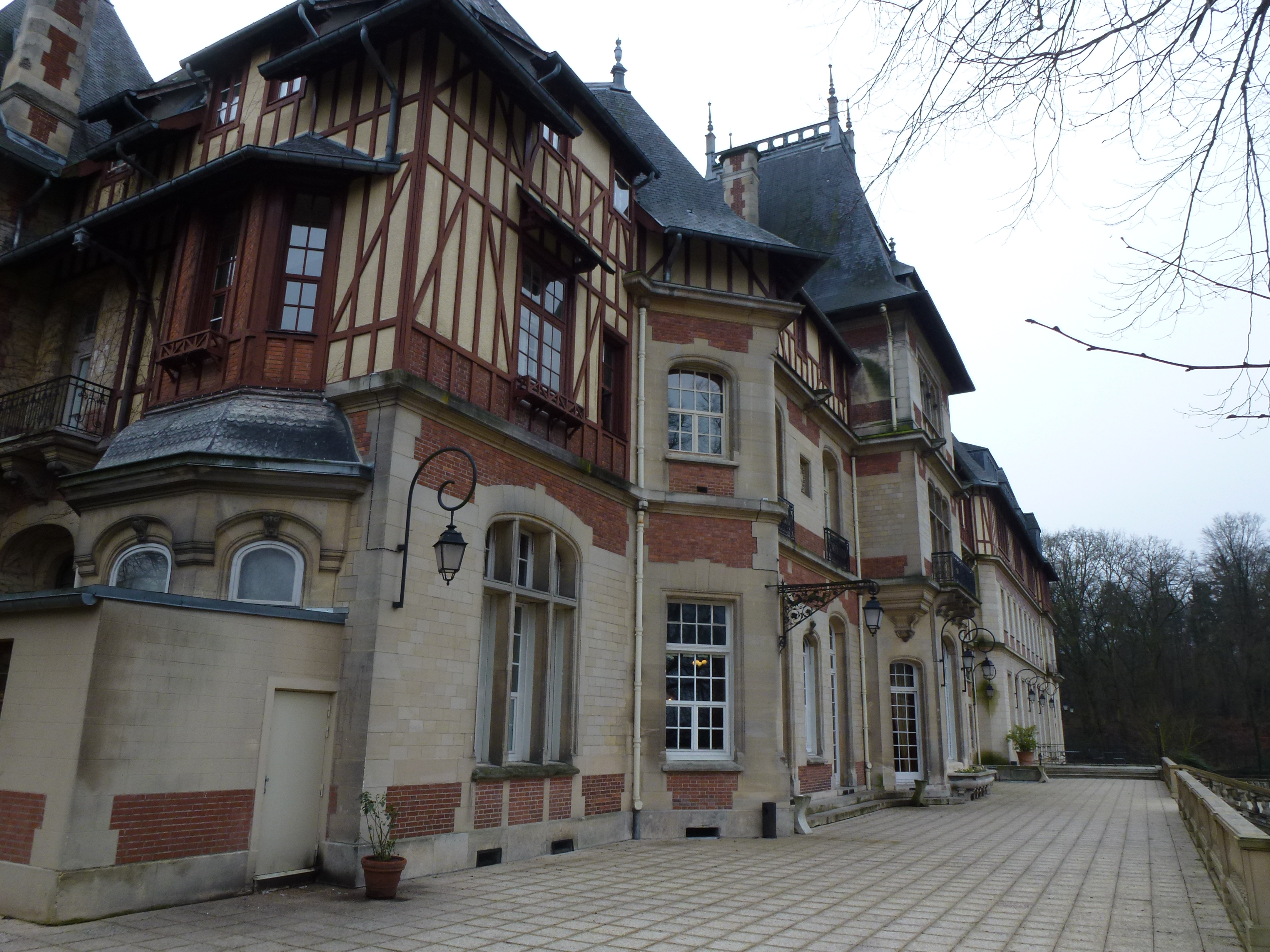
Façade côté jardin
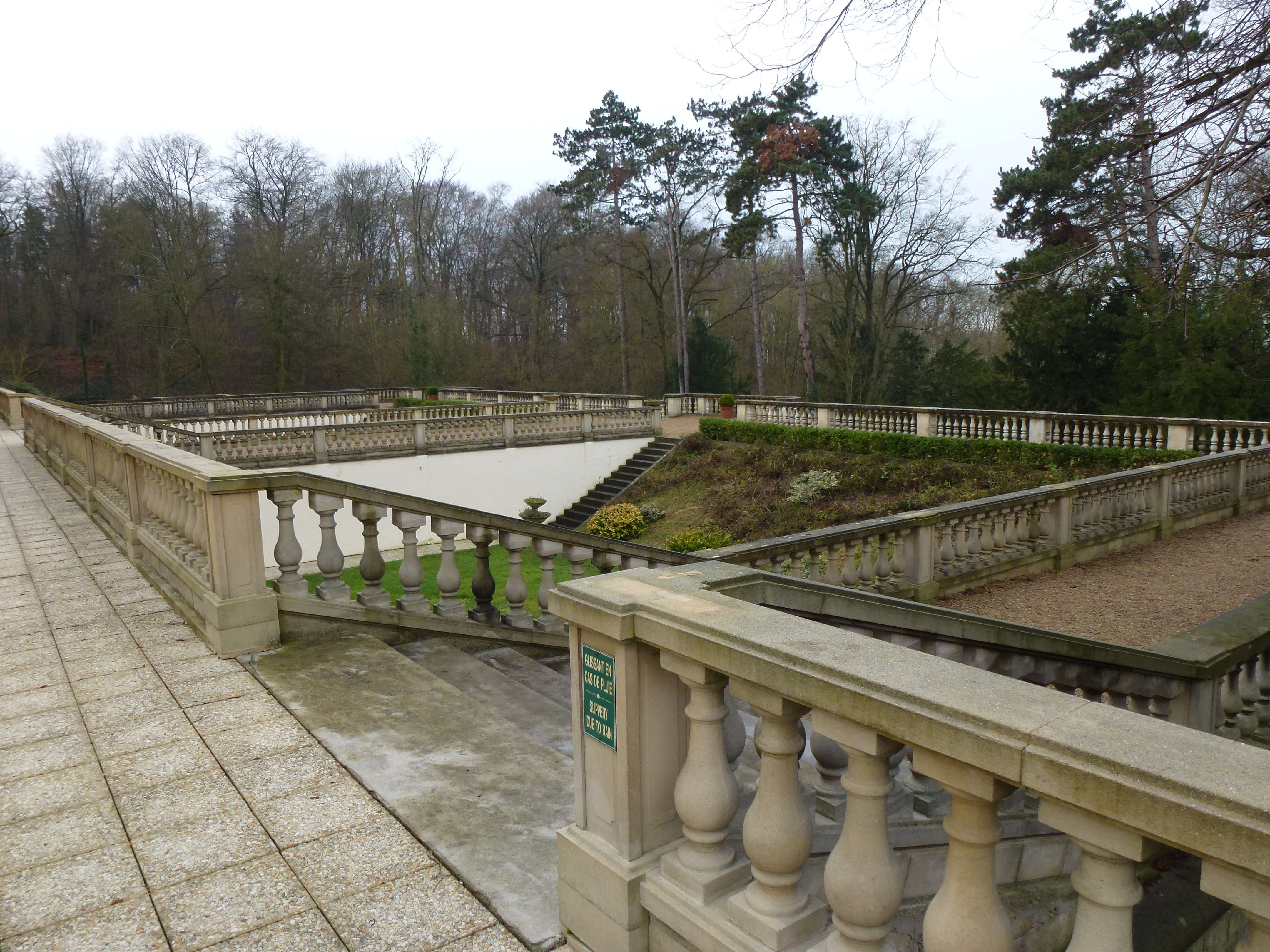
Terrasse
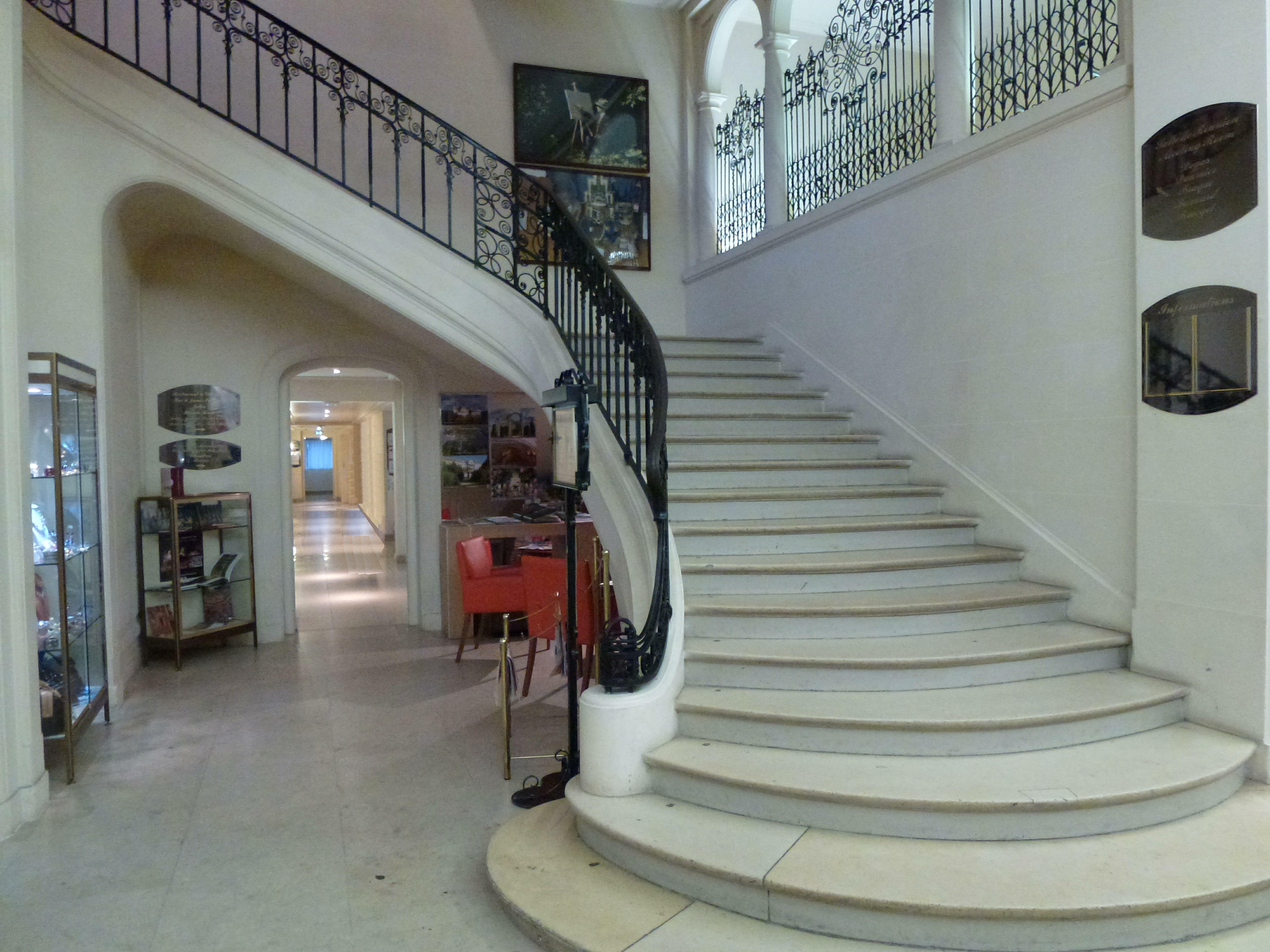
Escalier d'honneur
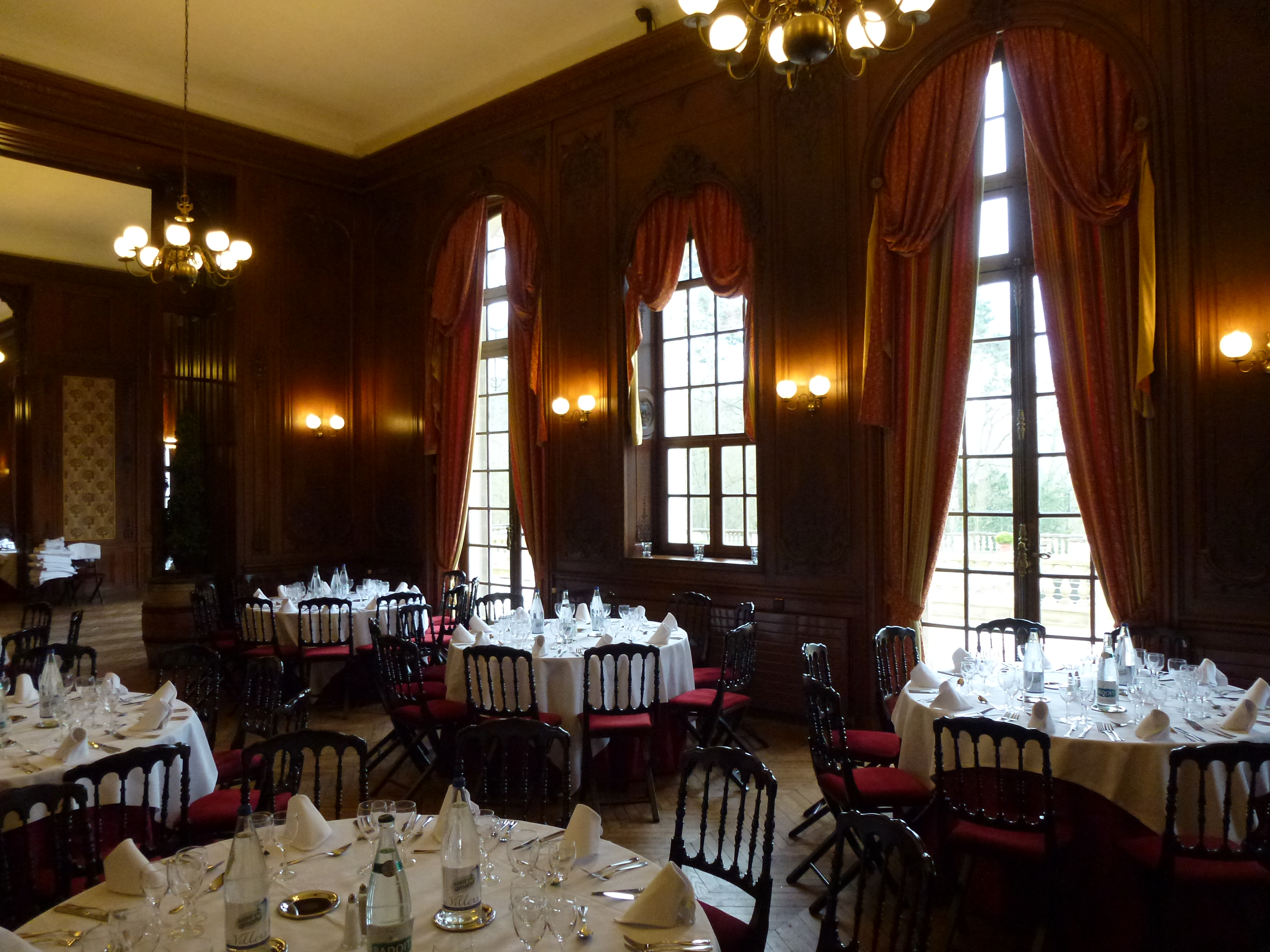
Une salle à manger

### Parc et jardins
Le parc est aménagé par l'architecte paysagiste Charles Masson qui profite de la déclivité du terrain pour réaliser une succession de terrasses donnant à l'ensemble un aspect de jardin à l'italienne.
Le jardin d'agrément est inscrit au pré-inventaire des jardins remarquables. Sa terrasse en terre-plein et son orangerie sont les éléments constitutifs principaux.
À l'entrée, se dressait une tour servant de réservoir d'eau. On trouvait également une roseraie et une treille.